# سارة لي براون فلمنج
سارة لي براون فلمنج (بالإنجليزية: Sarah Lee Brown Fleming)‏ هي مُدرسة أمريكية، ولدت في 10 يناير 1876، وتوفيت في 5 يناير 1963.